# Plićine oko Tramerke
Plićine oko Tramerke este o arie protejată (sit de importanță comunitară — SCI) din Croația întinsă pe o suprafață de 1.285,99 ha, integral marine.

## Localizare
Centrul sitului Plićine oko Tramerke este situat la coordonatele 44°13′10″N 14°46′21″E / 44.219513°N 14.772633°E.

## Înființare
Situl Plićine oko Tramerke a fost declarat sit de importanță comunitară în iulie 2013 pentru a proteja un număr necunoscut de specii din flora spontană și fauna sălbatică aflate în arealul zonei.

## Biodiversitate
Situată în ecoregiunea marină mediteraneană, aria protejată conține 2 habitate naturale: Straturi cu Posidonia (Posidonion oceanicae), Recifuri.
La baza desemnării sitului se află un număr nedeclarat de specii protejate.